# Heinrich Müller (ciclista)
Heinrich Müller (Zurique, 14 de novembro de 1926) é um ex-ciclista suíço.
Müller competiu nos Jogos Olímpicos de Verão de 1952 em Helsinque, onde foi membro da equipe suíça de ciclismo que terminou em quinto lugar na perseguição por equipes de 4 km em pista.